# Hunsekatte, Arsikere
Hunsekatte là một làng thuộc tehsil Arsikere, huyện Hassan, bang Karnataka, Ấn Độ.